# Gurtnellen
Gurtnellen (toponimo tedesco) è un comune svizzero di 563 abitanti del Canton Uri.

## Monumenti e luoghi d'interesse

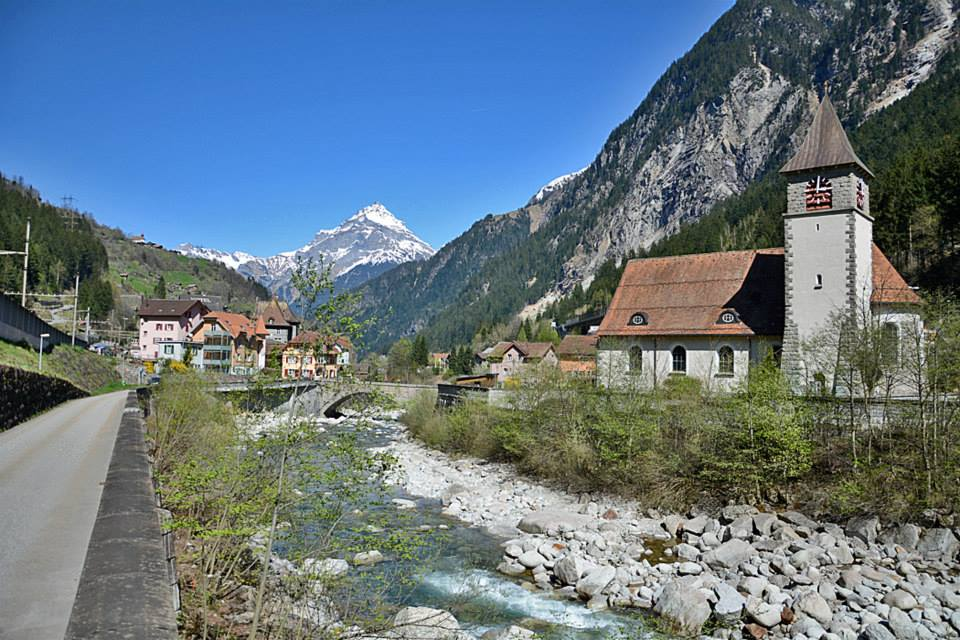
La chiesa di San Michele

- Chiesa cattolica di San Michele, attestata dal XIII secolo e ricostruita nel 1781-1783[1];
- Chiesa parrocchiale cattolica di San Giuseppe, eretta nel 1924-1926[1].

## Società

### Evoluzione demografica
L'evoluzione demografica è riportata nella seguente tabella:
Abitanti censiti

## Amministrazione
Ogni famiglia originaria del luogo fa parte del cosiddetto comune patriziale e ha la responsabilità della manutenzione di ogni bene ricadente all'interno dei confini del comune.